# 山形市立南沼原小学校
山形市立南沼原小学校（やまがたしりつ みなみぬまはらしょうがっこう）は、山形県山形市にある公立小学校である。

## 概要
山形市南西部にあり、近年新興住宅地として人口が増えており、山形県内では最大の児童数となっている。卒業生には歌手の朝倉さや。帰郷した際にミニコンサートを開催した事もある。            2023年1月から新校舎の供用実施                                                   (旧校舎から県道挟み北側に移転新築)

## 沿革
- 1903年（明治36年）4月7日 - 南沼原尋常高等小学校として開校。
- 1904年（明治37年）4月20日 -  南沼原尋常高等小学校に改称
- 1941年（昭和16年）4月 - 南沼原国民学校に改称
- 1947年（昭和22年）4月 - 南沼原村立南沼原小学校に改称
- 1954年（昭和29年）10月 - 山形市と合併して山形市立南沼原小学校に改称

## 学区
- あかねケ丘二丁目、あかねケ丘三丁目、飯沢、南石関（中部第3号雨水幹線の南部）、篭田二丁目、篭田三丁目、木ノ目田（中部第3号雨水幹線の南部）、京旦、高堂一丁目、高堂二丁目、高堂、富の中一丁目、富の中二丁目、富の中三丁目、富の中四丁目、中沼（中部第3号雨水幹線の南部）、長苗代、沼木、羽黒堂、深町一丁目、深町二丁目、深町三丁目、松栄一丁目、松栄二丁目、松栄、前明石（前明石橋の東部）、 南館一丁目、南館二丁目、南館三丁目、南館四丁目、南館五丁目、南館西、南館、明神前、吉原一丁目、吉原二丁目、吉原三丁目、吉原、吉原南3番1号から12号まで、若宮、若宮一丁目、若宮二丁目、若宮三丁目、若宮四丁目[1]

## 卒業後
- 第十中学校へ進学する

## 主な出身者
- 堀井有蘭（バレーボール選手：日立リヴァーレ）
- 朝倉さや（シンガーソングライター・歌手）[2]